# Тихоокеанский рубеж 2
«Тихоокеанский рубеж 2» (англ. Pacific Rim: Uprising) — американский фантастический боевик режиссёра Стивена С. Денайта. Продолжение фильма «Тихоокеанский рубеж». Мировая премьера — 22 марта 2018 года в России и 23 марта в США.

## Сюжет
Действие картины происходит спустя десять лет после событий первого фильма, в 2035 году.
Бывший пилот егерей Джейк Пентекост, рассорившийся со своим отцом маршалом Стэкером Пентекостом (погибшим в ходе операции «Ловушка») и своим вторым пилотом Нейтом Ламбертом, начал промышлять незаконной торговлей деталями этих машин. В ходе одной из сделок он вместе с владелицей одноместного егеря «Задира» Амарой Намани попадает в руки полиции, где сводная сестра Джейка Мако Мори предлагает ему вместо тюремного заключения вернуться в Тихоокеанский Оборонительный корпус (ТОК), вновь стать рейнджером и завершить обучение кадетов.
Джейк и Амара прилетают в Тихоокеанский Оборонительный корпус в Моюлан, где их встречает Ламберт. Боевые товарищи вскоре мирятся и осматривают своего нового егеря «Бродягу», но на этот раз вторым пилотом становится Джейк.
На следующий день в Сиднее открывается Саммит Тихоокеанских Государств, для «почётного караула» которого направлен «Бродяга». Неожиданно из моря выходит похожий на егерей робот, которого окрестили «Титановая Фурия». «Бродяга» вынужден вступить в схватку с сеющей разрушения машиной, в ходе боя гибнет прилетевшая на саммит на вертолёте Мако. Титановая Фурия, видя приближение на вертолётах ещё троих егерей, уходит в море.
В шаттердом (shatterdome, штаб-квартира ТОК, а также фабрика по производству, ремонту и обслуживанию егерей) прибывает глава корпорации «Шао Индастриз» Лё Вэнь с предложением использовать для борьбы с кайдзю размещённых по всему миру дронов, но получает отказ из-за ненадёжности технологии. Корпорация всё равно начинает производство дронов, которым руководит учёный-биолог Ньютон Гейзлер. Вечером того же дня он разговаривает с мозгом убитого кайдзю и с помощью нейромоста совершает дрифт.
Готтлиб узнаёт, что Мако незадолго до гибели отправила координаты архипелага Северная Земля, где находится уже давно закрытый завод по производству батарей для егерей. Когда «Бродяга» десантируется на остров, его экипаж обнаруживает Титановую Фурию. После продолжительной битвы егерь побеждает, внутри Фурии обнаруживается живой вторичный мозг кайдзю (для управления задними конечностями) и детали производства «Шао Индастриз». Амару Намани исключают из программы егерей после ранения её напарников в ходе изучения Фурии.
Ближе к ночи корпорация отправляет конвертопланы с двумя дронами для их демонстрации, но у последних неожиданно начинается буйный рост нервных тканей, и дроны уничтожают конвертопланы, егерей и командный центр.
В здании корпорации учёные Гейзлер и Германн добираются до комнаты управления, но вместо отключения дронов Ньютон Гейзлер активирует протокол «Разлом». После этого он заявляет о том, что уже десять лет готовил план уничтожения Земли. Германн с ужасом понимает, что разум его друга через дрифт с мозгом кайдзю 10 лет назад поработили Предвестники, пришельцы из параллельного мира, создатели этих монстров, и что Титановая Фурия — дело рук Ньютона. Пришедшая вовремя Лё Вэнь поражена, как Ньютон провернул создание Титановой Фурии и искусственных тканей кайдзю. Гейзлер с усмешкой напоминает, что 40 % корпорации автоматизировано. Лё Вэнь собирается застрелить Ньютона, но тот благополучно сбегает.
Дроны открывают разломы по всему Тихому океану, но с помощью Лё Вэнь их позже удаётся обезвредить. Но за это время из разломов успели выбраться три кайдзю: два — четвёртой категории (Хакудзя и Шрайкторн), один — пятой (Райдзин). В лаборатории Германн обнаруживает, что все монстры движутся к вулкану Фудзияма в Японии с единственной целью: своей реактивной по составу кровью соприкосновением с лавой вызвать поочерёдное извержение вулканов Тихоокеанского огненного кольца, убить всё живое на планете с помощью вулканического пепла и тем самым завершить терраформирование Земли для Предвестников.
После атаки дронов из всех егерей невредимым остался только «Бродяга». Джейк убеждает вернуть Амару обратно в программу, так как она способна ремонтировать и создавать из хлама егерей. В ближайшие сроки были отремонтированы егеря «Клинок Афины», «Защитник Браво» и «Стальной Феникс». Германн, в свою очередь, создаёт реактивное топливо на основе крови кайдзю и работающие на основе этого ресурса реактивные ускорители, благодаря которым машины прибывают в разрушаемый кайдзю Токио за считанные минуты.
По итогам схватки «Клинок Афины» и «Защитник Браво» одолевают кайдзю четвёртой категории, а «Бродяга» со «Стальным Фениксом» — кайдзю пятой категории с кодовым именем «Райдзин». После этого Ньютон Гейзлер отправляет к израненным кайдзю рой небольших роботов, с помощью которых те сливаются в одного мега-кайдзю. Монстр уничтожает «Клинок Афины», «Защитника Браво» и «Стального Феникса», хотя 7 из 8 пилотов остаются в живых (Пилот «Защитника Браво» Суреш погиб). Один из трёх вторичных мозгов мега-кайдзю (по одному от каждого) всё же повреждён.
Мега-кайдзю серьёзно повреждает «Бродягу», после чего начинает путь к вулкану. Амара проникает в кабину с пилотами и заменяет раненого Ламберта, сам егерь уже не может догнать монстра. Неожиданно появляется улучшенный Лё Вэнь «Задира», который проводит сварку реактивного ускорителя с рукой «Бродяги» и направляет машину в небо. Из атмосферы егерь начинает падать прямо на мега-кайдзю, но за несколько секунд до падения застрявший «Задира» берёт экипаж на свой борт. «Бродяга» на сверхзвуковой скорости сталкивается с мега-кайдзю, уже стоящим у кратера Фудзиямы, и взрывается. Чудовищная взрывная энергия убивает мега-кайдзю. Люди в очередной раз одерживают победу над кайдзю, а Амара признаётся Джейку, что она ещё ни разу не видела настоящего снега. Они играют в снежки и лежат на снегу с криком: «Мы победили!»
После названия фильма зрителям показывают сидящего в камере Ньютона, обещающего возвращение Предвестников и кайдзю, что люди пожалеют о том, что не сдались 10 лет назад и что в следующий раз их «жалкий мир» будет уничтожен. Приходит Джейк и говорит учёному, что люди не боятся угрозы, и на этот раз они намерены сами перейти в наступление, чтобы защитить Землю.

## В ролях
- Джон Бойега — Джейк Пентекост — основной протагонист, сын маршала Стэкера Пентекоста из первой части;[4][5]
- Скотт Иствуд — Нейт Ламберт — второй протагонист фильма, напарник Джейка;[5][6]
- Кейли Спейни — Амара Намани, одна из главных героинь фильма, подруга, а впоследствии второй пилот Джейка;[5][7]
- Чарли Дэй — доктор Ньютон Гейзлер — основной антагонист фильма (его разум поработили пришельцы), один из главных героев первой части;[5]
- Бёрн Горман — доктор Германн Готтлиб, друг Ньютона Гейзлера ещё со времён первой части.[5]
- Ринко Кикути — Мако Мори — одна из главных героинь первого фильма, погибла при атаке Титановой Фурии;[5]
- Цзин Тянь — Лё Вэнь — эксцентричная основательница и президент Шао-Индастриз, одна из главных героинь фильма;[8]
- Адриа Архона — Джулс Рейс — главный инженер моюланского шаттердома Тихоокеанского оборонительного корпуса.;[9]
- Каран Брар — Суреш[10]
- Иванна Сахно — Виктория — девушка-кадет.[11]
- Цзинь Чжан — маршал Цюань[12]
- Макэню — Рёити[13]
- Ширли Родригес[14]
- Леви Миден[англ.] — Илья[15]
- Рахарт Адамс — Тахима Шахин[16]
- Чжу Чжу
- Уэсли Вонг[14]
- Лили Цзи[14]
- Чэнь Сян[14]
- Лань Ин-Ин[14]
- Цянь Юн Чэнь[14]
- Янг Сяо — камео[14]
- Ким Джон-хун — камео[14]

## Производство
В 2012 году, до выхода первого фильма, Гильермо дель Торо заявил, что у него в планах находится идея для сиквела. В 2014 году он рассказал, что в течение нескольких месяцев тайно работал над сценарием совместно с Заком Пенном. В июне Гильермо дель Торо подтвердил, что срежиссирует продолжение, которое выйдет 7 апреля 2017 года. К сентябрю 2015 года статус фильма был неясным, так как компания Universal Pictures отложила дату выхода фильма на неопределённый срок, а ему на замену пришёл фильм «Идеальный голос 3». Тем не менее, дель Торо продолжал работать над сценарием к фильму и в октябре заявил, что он предоставил студии сценарий и предположительный бюджет.
В феврале 2016 года было объявлено, что новым режиссёром станет Стивен С. Денайт, в то время как дель Торо останется в проекте лишь в качестве продюсера. 12 мая 2016 года Дерек Коннолли был нанят, чтобы переписать сценарий. В июне было объявлено, что к актёрскому составу присоединился Джон Бойега, а Скотт Иствуд ведёт переговоры насчёт съёмок в фильме. Имена других актёров были объявлены в сентябре и ноябре. Чарли Ханнэм не вернётся в сиквел из-за конфликта с графиком съёмок. В феврале 2017 года было объявлено, что в фильме появятся новые Егеря.

## Съёмки
Основные съёмки начались 9 ноября 2016 года в Австралии, под официальным названием «Pacific Rim: Maelstrom». 14 декабря 2016 года название было изменено на «Pacific Rim: Uprising». 8 марта 2017 года съёмки начались в Китае, а уже 20 марта было объявлено об их окончании.

## Критика
На агрегаторе рецензий Metacritic средний балл составляет 44 из 100. Для сравнения, у первой части оценка равна 64/100. На Rotten Tomatoes процент «свежести» равен 44 % при 5/10. Критике были подвергнуты слабый сюжет и отсутствие новых идей. С положительной стороны были оценены экшен и масштабность фильма.
Фильм является преданным оригиналу преемником, но без отличительных особенностей. IGN — 6.5/10
Джон Бойега делает настоящий прыжок, и Стивен С. ДеНайт доставляет настоящее зрелище, даже если сюжет не слишком сильно отходит от оригинальной формулы. Total Film — 6/10
Фильм предлагает обильный CGI-хаос… Тем не менее, это не только товарный знак Гильермо дель Торо, но и образы Лавкрафта (все эти щупальца и мокрые подземные локации) и чувство большой силы, которой мексиканский автор наделил своих титанов. Variety — 3/10
В лучшем случае, это утомительное зрелище, но в худшем случае оно выглядит как предательство. The Playlist — 2/10

## Музыка
| №  | Название композиции                        | Автор          | Время |
| -- | ------------------------------------------ | -------------- | ----- |
| 1  | Come Down                                  | Anderson .Paak | 2:60  |
| 2  | Nobody Speak (feat. Run the Jewels)        | DJ Shadow      | 3:16  |
| 3  | Pacific Rim Uprising                       | Lorne Balfe    | 4:47  |
| 4  | Born into War                              | Lorne Balfe    | 4:12  |
| 5  | Rise of the Jaegers                        | Lorne Balfe    | 1:38  |
| 6  | Shatterdome Arrival                        | Lorne Balfe    | 2:04  |
| 7  | Sneaking In                                | Lorne Balfe    | 3:08  |
| 8  | «Shao Industries»                          | Lorne Balfe    | 4:35  |
| 9  | Scrapper Chase                             | Lorne Balfe    | 3:57  |
| 10 | Flashback                                  | Lorne Balfe    | 2:17  |
| 11 | Kaiju Brain                                | Lorne Balfe    | 2:11  |
| 12 | Combat                                     | Lorne Balfe    | 2:19  |
| 13 | Obsidian Fury                              | Lorne Balfe    | 3:32  |
| 14 | Get It Done                                | Lorne Balfe    | 3:24  |
| 15 | Shatterdome Attacked                       | Lorne Balfe    | 7:18  |
| 16 | Amara                                      | Lorne Balfe    | 2:36  |
| 17 | Coming Together                            | Lorne Balfe    | 3:14  |
| 18 | On the Move                                | Lorne Balfe    | 2:22  |
| 19 | Mega Kaiju                                 | Lorne Balfe    | 2:29  |
| 20 | Battle Speech                              | Lorne Balfe    | 2:40  |
| 21 | End Game                                   | Lorne Balfe    | 2:01  |
| 22 | Victory                                    | Lorne Balfe    | 2:18  |
| 23 | The Revenge                                | Lorne Balfe    | 1:53  |
| 24 | Go Big or Go Extinct (Patrick Stump Remix) | Ramin Djawadi  | 2:10  |
| 25 | Daddy Yo                                   | Wizkid         | 2:42  |

## Продолжение
«Тихоокеанский рубеж 2» оказался успешным для киновселенной. Стивен С. Денайт заявил: «Мы уже поговорили о сюжете третьего фильма, если фильм понравится достаточному количеству людей, то конец третьего фильма расширит вселенную до франшизы в стиле „Звёздных войн“ или „Звёздного пути“, откуда возможно развитие по многим разным направлениям. Можно пойти по основному сюжету, можно сделать спин-офф, можно что-то одноразовое. Да, это наш план. И мне бы очень хотелось посмотреть анимационное телешоу, основанное на этом». Денайт также рассказал о возможном кроссовере с киновселенной MonsterVerse. По состоянию на январь 2021 года, Дель Торо «не планирует возвращаться» к 3 части франшизы.